# Òxid de zinc
L'òxid de zinc o blanc de zinc és un compost inorgànic amb la fórmula química ZnO. És una pols blanca insoluble en aigua. Es fa servir molt com a additiu dins de nombrosos materials i productes incloent plàstics, ceràmica, vidre, ciment, goma (per exemple en pneumàtics de cotxes), lubricants, pintures, ungüents, adhesius, segellants, pigments, aliments (font del nutrient zinc), bateries, ferrites, retardants del foc, cintes de primers auxilis, etc. El ZnO es presenta en l'escorça de la Terra com el mineral zincita, tanmateix la majoria de l'òxid de zinc que s'utilitza comercialment és sintètic.
En la ciència dels materials, el ZnO és un semiconductor amb diverses propietats favorables com la bona transparència, alta mobilitat d'electrons, forta luminescència, etc.

## Propietats químiques
El mineral zincita normalment conté certa quantitat de manganès i altres elements que li confereixen color de groc a vermell. L'òxid de zinc cristallí és termocròmic, canviant de clor blanc a groc quan s'escalfa i tornant al blanc quan es refreda.
L'òxid de zinc és un òxid amfotèric. És gairebé insoluble en aigua i en alcohol però és soluble (i degradat per) en la majoria d'àcids:
ZnO + 2 HCl → ZnCl₂ + H₂O
Les bases també degraden el sòlid per donar zincats solubles:
ZnO + 2 NaOH + H₂O → Na₂[Zn(OH)₄]
El ZnO reacciona lentament amb àcids grassos en els olis per produir els corresponents carboxilats, com oleat o estearat. El ZnO formmb clorur de zinc. Aquest ciment va ser usat en odontologia.

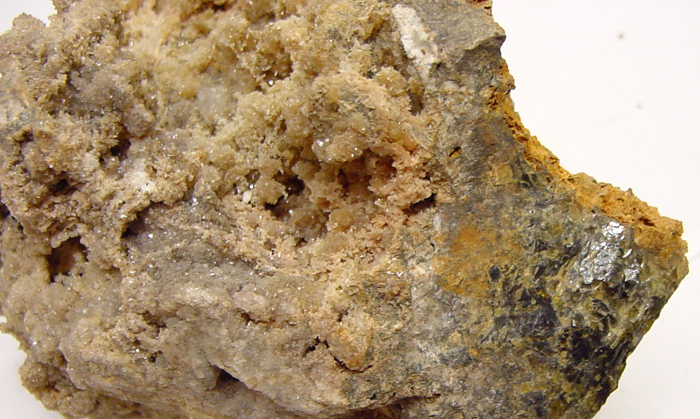
Hopeïta

El ZnO també forma productes similars al ciment tractat amb àcid fosfòric; materials relacionat es fan servir en odontologia. Un omponent principal de ciment de fosfat de zinc es produeix per aquesta reacció i és l'hopeïta, Zn₃(PO₄)₂·4H₂O.
El ZnO es descompon en vapor de zinc i oxigen només al voltant de 1975 °C, reflectint la seva considerable estabilitat. Escalfat amb carboni converteix l'òxid en el metall, el qual és molt més volàtil que l'òxid.
ZnO + C → Zn + CO
L'òxid de zinc reacciona violentament amb l'alumini i el magnesi en pols, i oli de llavors de lli causant foc i perill d'explosió.
Reacciona amb sulfur d'hidrogen per donar sulfit de zinc: aquesta reacció es fa servir per treure H₂S per exemple com desodorant.
ZnO + H₂S → ZnS + H₂O
Quan els ungüents que contenen ZnO i aigua es fonen i s'exposen a llum ultraviolada, es forma peròxid d'hidrogen.

## Producció
Per a ús industrial, el ZnO es produeix a nivells de 10⁵ tones cada any per tres processos principals:

## Pigment
El blanc de zinc es fa servir com pigment en pintures i és més opac que la litopona, però menys opac que el diòxid de titani.